# Раздолье (Ивановская область)
Раздолье — село в Вичугском районе Ивановской области. Входит в состав Сошниковского сельского поселения.

## История
В 1981 году указом Президиума Верховного Совета РСФСР поселок Зарубинской МТС переименован в Раздолье.

## Население
| 2010 |
| ---- |
| 101  |